# Ninsuna
Ninsuna ili Ninsun ("Dama - divlja krava") je božica iz sumerske i babilonske mitologije, koja se nekada zvala i Ninsina. 

## Život
Ninsuna je kćer Anua, boga neba i jedne od njegovih žena, Uraš. Njezini djed i baka su Anšar i Kišar, a pradjed i prabaka Lahmu i Lahamu, koji su djeca Apsua i Tiamat, onih koji su bili na početku.
Ep Gilgameš donosi nešto informacija o njezinom daljnjem životu. Ona je postala kraljica na Zemlji, te je u epu opisana u potpuno ljudskom obliku. Ona je bila kraljica grada Uruka, a kralj je bio njezin muž Lugalbanda, koji je bio smrtnik, ali polubog. Ninsuna je s njim imala jednog sina - heroja Gilgameša, koji će postati slavan te je glavni lik istoimenog epa.
Gilgameš i Enkidu su tražili od Ninsune da zamoli Šamaša da im pomogne na putu do cedrove šume gdje je živio div Humbaba, kojeg su ubili.
Prema jednom babilonskom tekstu, Ninsuna se udala i za još jednog boga - Pabilsaga, ili se udala i za boga Enkija, svog polubrata, kojem je rodila sina Damua, boga vegetacije. 

## Naslovi
Ninsunino je ime povezano s riječju "krava", te je ona zvana "Krava 
kolovoza", "Divlja krava" i "Velika kraljica". Zbog njezinih ju je naslova moguće povezati s egipatskom božicom Hator.